# Lockers Park School
Lockers Park School es una escuela e internado para chicos situada en Hemel Hempstead, Hertfordshire. Su actual director es Christopher Wilson.

## Historia
Henry Montagu Draper, alumno de Rugby School, fundó Lockers Park en 1874. Se edificó en un terreno de 93 000 metros cuadrados que rodea a una casa georgiana, conocida como The Lockers, que existe todavía y que fue el hogar de la familia de Ebenezer John Collett. Sidney Scott se encargó del diseño de la nueva escuela, que tiene su propia capilla.